# Anton Helbich-Poschacher
Anton Helbich-Poschacher (* 1954) ist ein österreichischer Jurist, Steinmetzmeister und Industrieller. Er besitzt und leitet die Poschacher Natursteinwerke.

## Leben und Beruf
Anton Helbich-Poschacher ist der ältere Sohn des österreichischen Industriellen und Politikers Leopold Helbich und der Unternehmerin Burgl Helbich-Poschacher. Er absolvierte nach seinem Jusstudium 1984 die Ausbildung zum Steinmetzmeister und übernahm dann leitende Aufgaben in der Poschacher Granit-Marmor GmbH mit Sitz in St. Georgen an der Gusen, dem Kernbereich des 1839 gegründeten elterlichen Betriebes. Das Unternehmen betreibt acht Steinbrüche im Mühl- und Waldviertel und befasst sich mit der Gewinnung und der Verarbeitung von Natursteinen für Fassaden, Böden, Plätzen, Pflasterungen und für den Straßen- und Wasserbau. Mit mehr als 200 Mitarbeitern wird ein Umsatz in Höhe von € 22 Mio. erwirtschaftet (2009).
Er ist Obmann der Industriesparte der Wirtschaftskammer Oberösterreich und sowohl auf Landes- als auch Bundesebene Fachvertreter der Stein- und keramischen Industrie. Darüber hinaus ist er auch Vorsitzender der Vereinigung österreichischer Natursteinwerke und Präsident der Vereinigung der europäischen Naturwerksteinunternehmen EUROROC, die 40.000 europäische Betriebe mit 400.000 Mitarbeitern repräsentiert.
Auf Grund des am 9. Oktober 2012 eingeleiteten Sanierungsverfahrens mit Eigenverwaltung über die Poschacher Natursteinwerke legte er seine Funktionen in der Interessensvertretung zurück.
Seit 1978 ist er Mitglied der katholischen Studentenverbindung KÖHV Rugia Wien im ÖCV.